# دویه دراگانیا
دویه دراگانیا (به انگلیسی: Duje Draganja) (زادهٔ ۲۷ فوریهٔ ۱۹۸۳) شناگر اهل کرواسی است.